# نوربرت كيس
نوربرت كيس (بالمجرية: Kiss Norbert)‏ هو سائق سيارة سباق مجري، ولد في 2 مايو 1985 في زومباثلي في المجر.

## وصلات خارجية
- نوربرت كيس على موقع DriverDB.com (الإنجليزية)